# Cathédrale d'Acquaviva delle Fonti
La cathédrale d'Acquaviva delle Fonti est une église catholique romaine d'Acquaviva delle Fonti, en Italie. Il s'agit d'une cocathédrale du diocèse d'Altamura-Gravina-Acquaviva delle Fonti.